# Promenaea albescens
Promenaea albescens är en orkidéart som beskrevs av Rudolf Schlechter. Promenaea albescens ingår i släktet Promenaea och familjen orkidéer. Inga underarter finns listade i Catalogue of Life.